# Danilo Blanuša
Danilo Blanuša (7 de diciembre de 1903 - 8 de agosto de 1987) científico croata, matemático, físico, ingeniero y profesor en la Universidad de Zagreb.
Blanuša nació en Osijek, asistió a la escuela elemental en Viena y Steyer en Austria, y al liceo (gymnasium) en Osijek y Zagreb. Estudió ingeniería en Zagreb y Viena y también matemática y física. Su carrera comenzó en Zagreb donde empezó a trabajar y dar clases. Blanuša fue el decano de la Facultad de Ingeniería Eléctrica y Computación en el año 1957-58. Recibió el premio Rudjer Boscovich en 1960.